# Justizamt Oranienbaum
Das Justizamt Oranienbaum war von 1819 bis 1850 eine Gerichts- und Verwaltungseinheit im Herzogtum Anhalt-Dessau mit Sitz in Oranienbaum.

## Geschichte
Im Jahre 1819 wurde das Justizamt Oranienbaum aus folgenden bisherigen Bestandteilen gebildet:
| Amt                          | Hauptort              | Einwohner 1817 | Orte |
| ---------------------------- | --------------------- | -------------- | --- |
| Stadt Oranienbaum            | Oranienbaum           | 1959           | Oranienbaum |
| Amt Wörlitz                  | Wörlitz               | 4561           | Wörlitz, Bockerode, Kakau, Brandhorst, Horstdorf, Riesigk, Griesen, Schönitz, Rotehaus, Grünehof und Münsterberg |
| Amt Rehsen                   | Rehsen                | 833            | |
| Amt Kleutsch                 | Kleutsch              | 1233           | |
| Amt Retzau                   | Retzau                | 687            | |
| Dörfer Klesewitz und Roßdorf | Klekewitz und Roßdorf | 339            | Klesewitz, Roßdorf                                                                                               |
| Summe                        |                       | 9612           | 21 Orte |

Das Amt bestand aus den Städten Oranienbaum, Wörlitz und den Dörfern Griesen, Münsterberg, Horstdorf, Brandhorst, Kakau, Riesigk, Grünehof, Rotehaus, Schönitz, Gohrau, Rehsen, Bockerode, Pötnitz, Dellnau, Scholitz, Scholitz, Kleutsch, Gollnitz, Retzau, Klein Möhlau, Klekewitz und Roßdorf. Das Justizamt war sowohl Gericht erster Instanz als auch Verwaltungsbehörde. Als Appellationsgerichte diente die herzogliche Regierung in Dessau.

## Neuorganisation 1849/50
Mit der Märzrevolution war eine umfassende Verwaltungs- und Justizreform verbunden. Die Trennung der Rechtsprechung von der Verwaltung wurde eingeführt und die Patrimonialgerichte abgeschafft. Die Verwaltungsaufgaben übernahmen die Kreisdirektionen und die Gerichtsfunktionen die Kreisgerichte und Kreisgerichtskommissionen.
Für die Justiz entstand so das Kreisgericht Dessau mit einer Kreisgerichtskommission in Oranienbaum. Dieses war dem Oberlandesgericht Dessau in zweiter und Oberappellationsgericht Jena letzter Instanz übergeordnet. Die Verwaltungsaufgaben übernahm die die Kreisdirektion Dessau.